# مارك آري
مارك آري (بالإنجليزية: Mark Arie)‏ هو لاعب رماية أمريكي، ولد في 27 مارس 1882 في توماسبورو في الولايات المتحدة، وتوفي في 19 نوفمبر 1958 في تشامبيغن في الولايات المتحدة.

## وصلات خارجية
- مارك آري على موقع أوليمبيديا (الإنجليزية)